# Yamatentomon yamato
Yamatentomon yamato är en urinsektsart som först beskrevs av Imadaté och Riozo Yosii 1956.  Yamatentomon yamato ingår i släktet Yamatentomon och familjen lönntrevfotingar. Inga underarter finns listade i Catalogue of Life.